# Systém stejných polí
Systém stejných polí (čínsky v českém přepisu ťün-tchien č’-tu, pchin-jinem jūntián zhìdù, znaky 均田制度) byl systém přídělů státní půdy rolníkům ve středověké Číně. Zaveden byl v polovině 80. let 5. století v severočínské říši Severní Wej, fungoval za jejích nástupců (Západní Wej a Severní Čou, Východní Wej a Severní Čchi), převzala ho i říše Suej, která dobyla jižní Čínu a sjednotila tak zemi, i po ní následující říše Tchang. Systém zanikl v polovině 8. století, když říše Tchang prošla katastrofální krizí a zásadní přestavbou ekonomiky a státu.
V systému stejných polí byla státní půda dávána rolníkům do doživotního užívání, velikost přídělu závisela na počtu členů domácnosti. Nakládání s takto užívanými pozemky bylo striktně omezeno.
Cílem zavedení systému stejných polí bylo využití pusté půdy a zvýšení produkce, při omezení koncentrace půdy v rukou jednotlivců. Četné mezery v systému přesto umožnily hromadění půdy v rukách úředníků a aristokratů; není jasné v jakém rozsahu, a zda vůbec, byl zaveden v jižní Číně. Na severu zase s růstem počtu obyvatel mnohdy nebylo dost půdy k rozdělení.
| Rozlohu polí udávali středověcí Číňané v mu (畝), jeho velikost v průběhu doby v čínských státech kolísala: - Severní Wej, Západní Wej (386–556) – 668,214 m², - Východní Wej (495–550) – 776,046 m², - Severní Čchi (550–577) – 1008,8 m², - Severní Čou, Suej (557–618) – 752,4 m², - Tchang (618–780) – 835,68 m². Vyšší jednotkou byl čching rovný 100 mu, tj. ve 4. – 8. století od 6,68 ha na začátku období po 8,36 ha na jeho konci. |
| |

S rozdělováním půdy ve stejných přídělech mezi rolníky byl zaveden daňový systém založený na odvodech  zrna (cu), roboty (jung) a látek (tiao) v pevně stanovené výši na hlavu, v tchangské říši proto nazvaný cu-jung-tiao.

## V říši Severní Wej
V zájmu znovuosídlení opuštěné půdy se vláda říše Severní Wej roku 486 (nebo 485) inspirovala politikou říše Ťin (265–420) a rozhodla o přidělování půdy rolníkům, kteří pak státu odváděli daně a robotu. V principu každý manželský pár dostal k užívání půdu, s přídavky za další muže v domácnosti, nevolníky, na severozápadě někdy i další zemi pro dobytek. Také byl sestaven katastr a reformovány daně, které byly pak odváděny v zrnu, látkách a práci a jejich výše stanovena podle výměry pozemků domácnosti. Současně byla obecní samospráva začleněna do státní správy skrze systém „tří starších“ (san-čang, 三長). Vesničtí starší v systému stejných polí seskupovali muže po patnácti, přičemž členové patnáctky se po řadě střídali v jednoroční službě v armádě.
Nebyla však rozdělována všechna volná půda, desetina rozlohy státu byla vyčleněna pro zemědělské kolonie tchun-tchien (屯田). Domácnosti v těchto koloniích odváděly státu více obilí (určeného k výživě armády), ale byly osvobozeny od vojenské služby a roboty.
Systém byl průběžně upravován a od roku 492 každá domácnost dostávala pole orné půdy pro obilí a pozemek pro pěstování moruší, případně konopí. Domácnost měla nárok na:
- pro každého dospělého muže 40 mu orné půdy (lu-tchien, 露田) a pozemky na pěstování morušovníků (sang-tchien, 桑田) o poloviční rozloze (20 mu). V regionech kde se nepěstovaly morušovníky, se přidělovalo 10 mu pozemků pro konopí (ma-tchien, 麻田);
- na ženy připadala polovina výše uvedených přídělů,
- za otroka/nevolníka se přidávalo dalších 40 mu pole;
- za tažný dobytek (voly) dalších 30 mu pole za kus (počítala se maximálně 4 zvířata);
- přidělován byl i pozemek na dům a zahradu (čaj-ti, 宅地, nebo čaj-tchien, 宅田) ve výši 1 mu na každé tři svobodné osoby a 1 mu na každých pět otroků/nevolníků.[6]

V méně úrodných regionech, kde se používal dvojpolní nebo trojpolní systém, se rozloha polí zdvoj- resp. ztrojnásobovala. Po smrti hlavy domácnosti se obilná pole vracela státu. Pozemky s morušovníky, rostoucími desítky let, byly ve zvláštní kategorii „dědičné země“ (š’-jie-tchien, 世業田), která zůstávala v rodině. Tato výjimka platila i pro konopí (které je jednoleté), což umožnilo bohatým rodinám hromadit půdu pod hlavičkou „konopných polí“. Velikost přídělu byla každoročně revidována podle změn v domácnosti. Prodej pozemků byl zakázán.
Ideologicky se systém odvolával na systém studničních polí ve starověku vyzdvihovaný Menciem. Praktickým cílem opatření bylo podpoření kolonizace pusté půdy a zajištění státních příjmů z ní. Zavedení systému nevedlo k pozemkové reformě, jelikož zřejmě byla přidělována jen půda dosud neobdělávaná, zatímco velké statky zůstaly nedotčené (kvůli započítání dodatečné půdy za otroky a tažný dobytek). Systém navíc tlačil velké pozemkové vlastníky k nahrazení osobně svobodných klientů-nájemců otroky.

## Za nástupců říše Wej
| Stát Severní Wej se v letech 534–535 rozpadl na východní a západní část. Severovýchod Číny pak ovládala říše Východní Wej, roku 550 nahrazená státem Severní Čchi. Severozápad kontroloval stát Západní Wej, roku 557 nahrazený státem Severní Čou, který roku 577 sjednotil severní Čínu. O čtyři roky později se vlády nad severem Číny chopil Jang Ťien, první císař říše Suej. |
| |

Po rozpadu Severní Wej v severovýchodních státech převážila pozemková aristokracie a udržovaly se velké rozdíly v pozemkovém vlastnictví, i když v Severním Čchi byl roku 564 počet otroků braných v úvahu pro příděly omezen na 60 až 300 v závislosti na hodnosti úředníka, a za otroka se platila polovina daně odváděné svobodným mužem.
Na severozápadě byl systém stejných polí využit k organizaci odvodů – vždy ze šesti domácností jeden muž rok sloužil v armádě a ostatní domácnosti ho vybavily potravinami, výzbrojí a výstrojí. Vláda Severní Čou pak dobu rotace prodloužila ze šesti na dvanáct let, a v systému stejných polí zrušila příděly na voly a otroky, což bylo pro drobné rolníky příznivější než stav na východě.

## V říši Suej
V říši Suej (581–618) císař roku 582 vydal zákony založené na nařízeních říše Severní Čchi. Podle nich byla orná půda (lu-tchien) dávána k užívání rolníkům od 17 do 59 let, poté vrácena státu, v rodině zůstávala dědičná půda pro moruše nebo konopí (jung-jie tchien) a dědičná půda pro dům a zahradu (jüan-čaj tchien, 園宅田). Přidělováno bylo:
- mužům 80 mu orné půdy + 20 mu pro morušovníky nebo konopí;
- ženám 40 mu orné půdy;
- manželským párům 120 mu orné půdy + 20 mu pro morušovníky nebo konopí;
- mužským závislým členům domácnosti (nu-pi, nevolníci) 80 mu orné půdy;
- plus pro dům a zahradu 1 mu na tři svobodné osoby anebo pět nevolníků.[10][pozn. 1]

Aristokracie a úředníci navíc dostávali dědičnou půdu č’-fen tchien (職分田) v rozsahu od čtyřiceti do deseti tisíc mu podle hodnosti, úředníci disponovali také úředními poli  (kung-tchien, 公田) přiřazenými k určitým úřadům, z jejichž výnosu hradili část platů a provozních výdajů.
Za Suejů systém fungoval dobře, dokud byla k dispozici půda konfiskovaná odpůrcům dynastie a stoupencům poražených režimů, ale v zalidněných regionech přerozdělování nejméně od roku 592 naráželo na problémy s nedostatkem půdy. Rolníci pak dostávali i jen 20 mu místo 80 a v přelidněných centrálních krajích se projevoval nedostatek potravin a látek. Systém se zřejmě rozšířil pouze na severu říše, na jihu nikoliv.
I suejský daňový systém předpokládal u daňových poplatníků malé a rovné pozemkové vlastnictví. Daně byly placeny v zrnu (3 š’ na rodinu, cca 178 litrů), v látkách (20 stop hedvábí nebo lněného plátna plus tři liangy, tj. cca 120 g, hedvábné nebo konopné příze) a v dvacetidenní robotě dospělých mužů. Od roboty byli osvobozeni muži pod 17 a přes 59 let, ženy, úředníci, aristokraté a držitelé státních vyznamenání.

## V říši Tchang
Po prohlášení se císařem říše Tchang (roku 618) vydal v letech 619 a 624 císař Kao-cu dekrety obnovující systém stejných polí. Od roku 624 byl současně zaveden systém zdanění cu-jung-tiao daně v zrnu (cu), látkách (tiao) a robotě (jung) podle něhož dospělý muž (kche-kchou, 課口, nebo ting, 丁), který teoreticky obdělával svůj rovný příděl, platil 2 š’ (119 litrů) zrna + 2 čangy (6,22 metrů) hedvábné látky (o pětinu více když bylo hedvábí nahrazeno konopím nebo ramií) a sloužil 20 dnů roboty. Robota (a na jihu i daň v zrnu) byla často nahrazena platbou v látkách. Ženy daně neplatily (zatímco dříve byl daňovou jednotkou pár muže a ženy). Množství odváděného obilí odpovídalo zhruba 2 až 3 % úrody.
V systému stejných polí byla státní půda rozdělena rolníkům, Dospělý muž mezi 17 a 59 lety  dostával 80 mu orné půdy (kchou-fen-tchien, 口分田, která se po jeho smrti vracela státu) a 10 (20 v řídce osídlených regionech) mu půdy k pěstování moruší anebo jiných textilních plodin. Každé tři roky proběhl soupis domácností a lidí v nich a přerozdělení půdy. Starým rolníkům o 60 a více letech zákon ponechával 40 % přídělu k jejich výživě. Podobně vdovy dostávaly 30 nebo 40 % manželova přídělu.
Během let systém oslaboval, kvůli populačnímu růstu byl nedostatek půdy, zvláště v Severočínské nížině a Kuang-čungu (region kolem hlavního města Čchang-anu), kde proto rodiny dostávaly jen polovinu přídělů, ale daně cu-jung-tiao musely platit v původní výši, protože nezávisely na velikosti pozemků, což malé rolníky ožebračovalo a stávali se z nich tuláci (fu-tchao-chu, 浮逃戶) a následně nájemci na pozemcích aristokratů, úředníků a buddhistických klášterů osvobozených od daně.
Po povstání An Lu-šana (755–763) se zhroutil systém registrace domácností, na kterém záviselo přerozdělování půdy, systém stejných polí zanikl a nahradilo ho soukromé vlastnictví půdy, které přetrvalo více než tisíc let. Závažnější pokusy o státní přerozdělování a přidělování půdy pak už neproběhly, dokud nepřišla komunistická pozemková reforma v polovině 20. století.
Se zánikem systému stejných polí byla zrušena i daň cu-jung-tiao a nahrazena progresivním zdaněním majetku domácností.